# Oslobađanje Bujavice
Oslobađanje Bujavice bila je operacija Hrvatska vojske na novljanskom bojištu. U jutarnjim satima 14. listopada 1991. pripadnici 56. bojne iz Kutine, pričuvne policije i 2. bojne 105. brigade ZNG-a iz Čazme započeli su akciju kojom se uspjelo oslobaditi sela Bujavica. Bilo je to prvo oslobođeno naselje na novljanskom bojištu. Akcija se odvijala istovremeno s neuspješnim pokušajem oslobađanja Jasenovca, koji je izvela 1. Gardijska Brigada "Tigrovi" i jedna borbena skupina HOS.

## Pozadina
Bujavica je selo u Slavoniji, na dominantnom položaju između Novske, Kutine i Lipika otkuda su srpski pobunjenici stalno granatirali okolna sela. HV je bila suočena s krajnje nepovoljnom situacijom. Novoimenovani zapovjednik Operativne grupe Posavina Rudi Stipčić počinje uvoditi promjene u sustav aktivne obrane i odlučuje se za pokretanje koordinirane akcije prema okupiranom Jasenovcu i Bujavici.

## Bitka
Nakon nekoliko sati borbe Srbi se povlače u Lovsku, a u Bujavicu prvi ulaze pripadnici 1. satnije 56. kutinske bojne. U borbi nije bilo poginulih, dok je kod srpskih pobunjenika bio nepoznati boj poginulih i ranjenih, a HV je uspio zaplijeniti i znatne količina oružja i streljiva.

## Posljedice
Akcija je bila od velikog značaja za podizanje morala hrvatskim braniteljima i lokalnom stanovništvu. Poraženi pobunjeni Srbi i JNA nekoliko su dana snažno napadali Novsku, ali bezuspješno. Hrvatska strana je postupno počela preuzimati inicijativu i uskoro pokrenula veću oslobodilačku operaciju. Uslijedili su operacije: Orkan '91., Otkos 10 i Papuk '91. u kojima je oslobođen veliki dio okupiranoga teritorija zapadne Slavonije. Potpisivanjem Sarajevskog primirja zaustavlja se daljnje napredovanje hrvatskih snaga.